# 아비사일 가르시아
아비사일 안토니오 가르시아 야과린(스페인어: Avisail Antonio Garcia Yaguarin, 1991년 6월 12일~)은 베네수엘라 출신의 야구 선수이자, 2019년 현재 미국 메이저 리그 마이애미 말린스의 외야수이다.